# Список губернаторов Юты
Губернатор Юты является главой исполнительной власти данного штата, главнокомандующим вооружёнными силами штата. Губернатор обеспечивает соблюдение законов штата, имеет право утверждать или налагать вето на законопроекты, принятые законодательным собранием Юты.
У самопровозглашённого штата Дезерет, предшественника Территории Юта, был только один губернатор, Бригам Янг. За время существования территорию Юта возглавляло 15 губернаторов, с формированием в 1896 году одноимённого штата его назначает президент США. Самым коротким пребыванием в кресле руководителя штата было у Джона Доусона (всего три недели), а самым продолжительным у Калвина Ремптона.
Действующим губернатором является Спенсер Кокс, вступивший в должность 4 января 2021 года.

## Губернаторы
Территория, которая в будущем стала Ютой, была частью Мексики. После окончания Американо-мексиканской войны был заключён договор Гуадалупе-Идальго, по которому 1,36 миллионов км² территории Мексики отходили США.

### Штат Дезерт
В марте 1849 года в Солт-Лейк-Сити был созван конституционный конвент для решения вопроса о признании федеральным правительством нового штата. Территория нового штата должна была занимать территории современной Юты, Невады и Аризоны и частично Калифорнии, Колорадо, Айдахо, Нью-Мексико, Орегон и Вайоминг. 12 марта 1849 года губернатором Дезерта был избран Бригам Янг. Федеральное правительство не признало ни штат, ни его губернатора и в 1850 году Конгресс США принял решение о создании Территории Юта. 5 апреля 1851 года штат Дезерт прекратил своё существование.

### Территория Юта
| Портрет                                                         | Имя                 | Вступил в должность | Покинул должность | Кем назначен       | Примечания |
| --------------------------------------------------------------- | ------------------- | ------------------- | ----------------- | ------------------ | ---------- |
| Portrait of a well-dressed nineteenth-century man, sitting.     | Бригам Янг          | 8 февраля 1851      | 12 апреля 1858    | Миллард Филлмор    |            |
| Portrait of a well-dressed nineteenth-century man, sitting.     | Бригам Янг          | 8 февраля 1851      | 12 апреля 1858    | Франклин Пирс      |            |
| Upper-body portrait of a mid-nineteenth-century man in a suit.  | Альфред Камминг     | 12 апреля 1858      | 17 мая 1861       | Джеймс Бьюкенен    | [ К 3 ]    |
| Upper-body portrait of a mid-nineteenth-century man in a suit.  | Доусон, Джон        | 7 декабря 1861      | 31 декабря 1861   | Авраам Линкольн    | [ К 4 ]    |
| Upper-body portrait of a mid-nineteenth-century man in a suit.  | Стивен Хардинг      | 7 июля 1862         | 11 июня 1863      | Авраам Линкольн    |            |
| Upper-body portrait of a mid-nineteenth-century man in a suit.  | Джеймс Дуэйн Доти   | 22 июня 1863        | 13 июня 1865      | Авраам Линкольн    | [ К 5 ]    |
| Upper-body portrait of a mid-nineteenth-century man in a suit.  | Чарльз Дарки        | 30 сентября 1865    | 9 января 1869     | Эндрю Джонсон      |            |
| Upper-body portrait of a mid-nineteenth-century man in a suit.  | Джон Шеффер         | 20 марта 1870       | 31 октября 1870   | Улисс Грант        | [ К 5 ]    |
| Upper-body portrait of a mid-nineteenth-century man in a suit.  | Вернер Вон          | 31 октября 1870     | 1 февраля 1871    | Улисс Грант        | [ К 6 ]    |
| Upper-body portrait of a mid-nineteenth-century man in a suit.  | Джордж Лемюэл Вудс  | 10 марта 1871       | 13 октября 1874   | Улисс Грант        |            |
| Upper-body portrait of a late-nineteenth-century man in a suit. | Сэмюэль Бич Экстелл | 2 февраля 1875      | 8 июня 1875       | Улисс Грант        | [ К 7 ]    |
| Upper-body portrait of a late-nineteenth-century man in a suit. | Джордж Эмери        | 3 июля 1875         | 25 января 1880    | Улисс Грант        |            |
| Upper-body portrait of a late-nineteenth-century man in a suit. | Эли Хьюстон Мюррей  | 28 февраля 1880     | 16 марта 1886     | Ратерфорд Хейс     |            |
| Upper-body portrait of a late-nineteenth-century man in a suit. | Эли Хьюстон Мюррей  | 28 февраля 1880     | 16 марта 1886     | Честер Артур       |            |
| Upper-body portrait of a late-nineteenth-century man in a suit. | Калеб Уолтон Уэст   | 12 мая 1886         | 6 мая 1889        | Гровер Кливленд    |            |
| Upper-body portrait of a late-nineteenth-century man in a suit. | Артур Ллойд Томас   | 6 мая 1889          | 9 мая 1893        | Бенджамин Гаррисон |            |
| Upper-body portrait of a late-nineteenth-century man in a suit. | Калеб Уолтон Уэст   | 9 мая 1893          | 4 января 1896     | Гровер Кливленд    |            |

### Штат Юта
Штат Юта был принят в союз 4 января 1896 года. Губернатор избирается на четырёхлетний срок, который начинается с первого понедельника после выборов в январе.
 Демократическая партия (6)
 Республиканская партия (11)
| #  | Губернатор   | Губернатор            | Портрет | Вступил в должность | Покинул должность | Вице-губернатор   | Сроков |
| -- | ------------ | --------------------- | ------- | ------------------- | ----------------- | ----------------- | ------ |
| 1  |              | Хибер Мэннинг Уэллс   |         | 6 января 1896       | 2 января 1905     |                   | 2      |
| 2  |              | Джон Кристофер Катлер |         | 2 января 1905       | 4 января 1909     |                   | 1      |
| 3  |              | Уильям Спрай          |         | 4 января 1909       | 1 января 1917     |                   | 2      |
| 4  |              | Саймон Бамбергер      |         | 1 января 1917       | 3 января 1921     |                   | 1      |
| 5  |              | Чарльз Мабей          |         | 3 января 1921       | 5 января 1925     |                   | 1      |
| 6  |              | Джордж Дерн           |         | 5 января 1925       | 2 января 1933     |                   | 2      |
| 7  |              | Генри Блод            |         | 2 января 1933       | 6 января 1941     |                   | 2      |
| 8  |              | Герберт Моу           |         | 6 января 1941       | 3 января 1949     |                   | 2      |
| 9  |              | Бракен Ли             |         | 3 января 1949       | 7 января 1957     |                   | 2      |
| 10 |              | Джордж Дьюи Клайд     |         | 7 января 1957       | 4 января 1965     |                   | 2      |
| 11 |              | Калвин Ремптон        |         | 4 января 1965       | 3 января 1977     |                   | 3      |
| 11 | Клайд Миллер | Калвин Ремптон        |         | 4 января 1965       | 3 января 1977     |                   | 3      |
| 12 |              | Скотт Матесон         |         | 3 января 1977       | 7 января 1985     | Дэвид Смит Монсон | 2      |
| 13 |              | Норман Бангертер      |         | 7 января 1985       | 4 января 1993     | Уилфорд Овесон    | 2      |
| 14 |              | Майк Ливитт           |         | 4 января 1993       | 5 ноября 2003     | Олин Уокер        | 2+1⁄2  |
| 15 |              | Олин Уокер            |         | 5 ноября 2003       | 3 января 2005     | Гейл Маккичи      | 1⁄2    |
| 16 |              | Джон Хантсман         |         | 3 января 2005       | 11 августа 2009   | Гэри Герберт      | 1+1⁄2  |
| 17 |              | Гэри Герберт          |         | 11 августа 2009     | 4 января 2021     | Грег Белл         | 1⁄2    |
| 17 | Спенсер Кокс | Гэри Герберт          |         | 11 августа 2009     | 4 января 2021     |                   | 1⁄2    |
| 18 |              | Спенсер Кокс          |         | 4 января 2021       | Действующий       | Дейдра Хендерсон  | 1      |

### Другие должности губернаторов
В этой таблице перечислены иные должности, занимаемые губернаторами.
| Губернатор           | Губернаторский срок | Иные должности                                                                                      | Источник |
| -------------------- | ------------------- | --------------------------------------------------------------------------------------------------- | -------- |
| Джеймс Дуэйн Доти    | 1863—1865           | Делегат от территории Висконсин в палате представителей Висконсина, губернатор Висконсина           | [ 34 ]   |
| Чарльз Дюрки         | 1865—1869           | Сенатор от штата Висконсин в Конгрессе США                                                          | [ 35 ]   |
| Джордж Лемюэл Вудс   | 1871—1875           | Губернатор Орегона                                                                                  | [ 36 ]   |
| Сэмюэль Бич Экстелль | 1875                | Губернатор Нью-Мексико*                                                                             | [ 26 ]   |
| Джордж Дерн          | 1925—1933           | Военный министр США                                                                                 | [ 37 ]   |
| Майк Ливитт          | 1993—2003           | Администратор Агентства по охране окружающей среды*, Министр здравоохранения и социальных служб США | [ 38 ]   |
| Джон Хантсман        | 2005—2009           | Посол США в Сингапуре, Посол США в Китае*                                                           | [ 39 ]   |

### Комментарии
1. ↑  Due to the long distance between Washington and Salt Lake City, and the slow speed of communications and travel of the day, weeks or months could go by between the appointment of a governor and the governor actually taking office. The actual dates governors took office are sometimes vague; the ones in this list are cited mostly with contemporary news coverage, but other resources and almanacs give slightly different dates[2].
2. ↑  Alfred Cumming was appointed governor in April 1857[4], but due to the Utah War did not take office for a year. In September 1857, he departed from Kansas along with a detachment of the U.S. Army[5]. He wintered at Fort Bridger[6] and entered Salt Lake City on April 12[7], whereupon he was recognized as governor of the territory.
3. ↑  Покинул пост до окончания срока[9]
4. ↑  Resigned after three weeks in office; combative feelings existed between the governor and the state's Mormon population[11].
5. 1 2  Died in office
6. ↑  Vaughan was Secretary of the Territory at the time of Shaffer's death, and so acted as governor until word of his own appointment arrived several days later. His appointment was to be only temporary until President Grant could determine a suitable successor[20].
7. ↑  Resigned to become the Governor of New Mexico Territory[26].
8. ↑  Все вице-губернаторы представляли ту же политическую партию, что и соответствующие им губернаторы.
9. ↑  Дробное обозначение указывает, что губернатор подал в отставку или умер до окончания срока.